# Lois Wilson
Lois Wilson, född 28 juni 1894 i Pittsburgh, Pennsylvania, död 3 mars 1988 i Reno, Nevada, var en amerikansk skådespelare.

## Biografi
Wilson filmdebuterade 1915. Från 1919 var hon kontrakterad av Paramount Pictures och stannade hos bolaget till 1927. Hennes framgångsrikaste filmer under perioden var westernfilmen The Covered Wagon 1923, samt den första filmversionen av The Great Gatsby 1926. Den senare filmen anses numera vara förlorad, då ingen kopia har kunnat lokaliseras. Hennes popularitet avtog när stumfilmseran upphörde mot slutet av 1920-talet. Wilson gjorde även ett mindre antal ljudfilmer men lämnade Hollywood på 1940-talet. Hon hade då medverkat i långt över 100 filmer.
Wilson har en stjärna på Hollywood Walk of Fame för filminsatser. Den finns vid adressen 6933 Hollywood Blvd.

## Filmografi  (i urval)
- 1918 – En dollar bjudet
- 1918 – Spökklockorna
- 1919 – Kärlekens försäkringsagent
- 1920 – För att begära henne
- 1921 – Lulu's friare
- 1922 – Gift av misstag
- 1922 – Lika inför lagen
- 1923 – The Covered Wagon
- 1923 – Äventyrsriddaren
- 1924 – Förste styrman på Langland
- 1926 – The Great Gatsby
- 1929 – Kärlekstjuven
- 1931 – Mellan två kvinnor
- 1933 – Ungkarlsflickan
- 1934 – Flygets lilla fästmö
- 1949 – Flickan från badstranden

## Teater

### Roller
| År   | Roll                       | Produktion                                 | Regi           | Teater                          |
| ---- | -------------------------- | ------------------------------------------ | -------------- | ------------------------------- |
| 1968 | Margaret Garrison (reserv) | I Never Sang for My Father Robert Anderson | Alan Schneider | Longacre Theatre, New York, USA |